# Petrus Cornelis van Kerckhoff
Petrus Cornelis van Kerckhoff (Groningen, 8 november 1858 - Den Haag, 8 november 1887) was een Nederlands waterbouwkundige. Na zijn HBS-opleiding in Utrecht, ging in hij 1876 naar de Polytechnische School in Delft en studeerde daar 1881 af als Civiel Ingenieur. Hij begon dat jaar als Adspirant Ingenieur bij de Rijkswaterstaat bij de aanleg van het Merwedekanaal. Ook was hij betrokken bij de bouw van de sluizen in dat kanaal. Hij ging in 1884 naar Amsterdam waar hij werkte aan het ontwerp voor de haven- en sluiswerken in IJmuiden. In 1885 kreeg hij ook een onderwijsopdracht in aan de Polytechnische School in Delft. In "De Ingenieur" van 25-6-1887 werden zijn gedachten over de Noord-Hollandse Zeegaten uitgebreid bediscussieerd. De aanleiding daarvan was zijn publicatie over de verdediging van de Eijerlandse kust en het effect van de omvang van de zeegaten van Texel, het Eierlandse Gat en de Vliestroom op de stormvloedstanden in de Zuiderzee.
Hij is op zijn verjaardag op 29-jarige leeftijd overleden, terwijl hij bij zij moeder op bezoek was.